# De Persgroep
De Persgroep (nu DPG Media) was een Belgisch (multi)mediabedrijf dat volledig eigendom was van de in Vlaanderen bekende ondernemersfamilie Van Thillo. Het bedrijf was actief in drie landen: België, Nederland en Denemarken.

## Geschiedenis
In 1987 verwierf de familie Van Thillo een belang van 66% in Uitgeverij Hoste, in 1990 volgden de overige aandelen. Een jaar eerder werd daar tevens uitgeverij De Nieuwe Morgen aan toegevoegd. De onderneming ging verder onder de naam De Persgroep.
Sparta, dat reeds in handen was van de familie Van Thillo, gaf voorheen Dag Allemaal en Joepie uit. De uitgeverij bleef bestaan als dochteronderneming, maar fusioneerde intern met Edibel en ging voortaan verder onder de naam 'Magnet Magazines'. Uitgeverij Hoste van hun kant gaf Het Laatste Nieuws, De Nieuwe Gazet, Blik, Kwik, Zondagsnieuws, De Post en Het Rijk der Vrouw uit. Ook zij bleven als dochteronderneming bestaan onder de naam Aurex. De Nieuwe Morgen - de uitgeverij achter De Morgen, Vooruit en De Antwerpse Morgen - ten slotte, werd omgedoopt in 'uitgeverij De Morgen'.
Daarnaast bezat het bedrijf 50% van de aandelen in Medialaan. De Persgroep is actief in de VMM sinds de start van VTM op 1 februari 1989. De overige aandelen waren tot oktober 2017 in handen van de Roularta Media Group. In oktober 2017 kwamen De Persgroep en Groupe Rossel een ruil van activiteiten overeen. De Persgroep breidt zijn deelname in Medialaan, het moederbedrijf van onder andere VTM, uit van 50% naar 100%. Op zijn beurt verkoopt De Persgroep zijn 50% belang in Mediafin, de uitgever van De Tijd en L'Echo aan Groupe Rossel en verder ontvangt deze laatste nog een bedrag van 217,5 miljoen euro. De transactie zal begin 2018 worden afgerond, na toestemming van de Mededingingsautoriteit.
Daarnaast was De Persgroep tot 3 december 2012 eigenaar van 50% van de aandelen van ATV en sinds 1 juli 2005 tevens van de Nederlandse tak van de radiozender Q-music.
In 2009 werd de Nederlandse persgroep PCM Uitgevers overgenomen.
Op 15 mei 2012 werd aangekondigd dat De Persgroep VNU Media over ging nemen voor een onbekend bedrag. VNU Media publiceerde al jaren geen financiële resultaten meer, maar volgens ingewijden lag de jaaromzet rond de 40 miljoen euro en was het bedrijf marginaal winstgevend. Er werkten ruim 250 mensen.
In 2015 werd de regionale krantenuitgever Wegener Media overgenomen voor 245 miljoen euro. De combinatie van De Persgroep en Wegener neemt in twee derde van Nederland de bezorging van dagbladen, ook van andere uitgevers, voor zijn rekening. Door de samensmelting van de twee bedrijven gingen circa driehonderd banen verloren. De Persgroep had op het moment van de overname 1600 mensen in dienst en Wegener telde er 2200.
In oktober 2017 werd bekend dat Roularta zijn belang in Medialaan aan De Persgroep ging verkopen, waardoor die de enige eigenaar werd. De transactie werd begin 2018 afgerond. Sinds 1 januari 2019 is de nieuwe groep actief onder de naam DPG Media.

### Resultaten
De sterke stijging van de omzet in 2015 is vooral het gevolg van de overname van Wegener Media. In 2018 was Nederland de grootste markt met iets meer dan 50% van de totale omzet. Denemarken was de kleinste markt met een omzetaandeel van zo'n 10%.
| Jaar | Omzet  | Bedrijfsresultaat | Nettoresultaat |
| ---- | ------ | ----------------- | -------------- |
| 2011 | 929,5  | 107,4             | 70,9           |
| 2012 | 909,6  | 86,8              | 55,0           |
| 2013 | 900,8  | 100,6             | 67,6           |
| 2014 | 878,5  | 103,3             | 74,1           |
| 2015 | 1334,2 | 148,0             | 109,5          |
| 2016 | 1455,4 | 163,9             | 119,8          |
| 2017 | 1446,7 | 156,6             | 107,1          |
| 2018 | 1581,3 | 168,1             | 126,0          |

## Media

### Radio & Televisie

#### België
- Medialaan (100%)
  - VTM
  - Q2
  - CAZ
  - VTM Kids
  - VTM Kids Jr.
  - Vitaya
  - Q-music
  - Joe
  - Willy
  - Jim TV

#### Nederland
- Qmusic (Nederland)
- AT5 (33,3%) sinds 2012 is AT5 overgenomen door Het Parool, RTV Noord-Holland en de AVRO.[7]

### Kranten

#### België
- Het Laatste Nieuws
- De Morgen
- Vacature, vacaturekrant, deels eigendom van Groupe Rossel

#### Nederland

##### Landelijke titels
- Algemeen Dagblad
- de Volkskrant
- Trouw

Trouw, Algemeen Dagblad en de Volkskrant werden in 2009 gekocht van het voormalige PCM Uitgevers.
- NRC Handelsblad en nrc.next werden doorverkocht aan investeringsgroep Egeria en de televisiezender Het Gesprek.

##### Regionale titels
- Het Parool

In 2015 gekocht van Wegener Media:
- Brabants Dagblad
- BN DeStem
- de Gelderlander
- de Stentor
- De Twentsche Courant Tubantia
- Eindhovens Dagblad
- Provinciale Zeeuwse Courant
- verschillende (zo'n 150) huis-aan-huiskranten

### Tijdschriften

#### België
Dochteronderneming De Persgroep Publishing België geeft de volgende tijdschriften uit:
- Dag Allemaal / Expres
- Goed Gevoel
- TeVe-Blad, weekblad overgenomen van Sanoma Media Belgium in mei 2015
- Story, weekblad overgenomen van Sanoma Media Belgium in mei 2015
- TV Familie / Blik
- Nina
- Primo
- Woef
- Humo, weekblad overgenomen van Sanoma Media Belgium in mei 2015

Zone/-magazines, gratis stadsmagazines
- DM.city Brussel & Leuven
- DM.city Antwerpen
- DM.city Gent

#### Nederland
- VNU Media
  - Intermediair
- Hardwareinfo magazine
- Tweakers.net magazine

In de zomer van 2004 werden de gratis Zone/-stadsmagazines ook in Nederland gestart. Eerst in Rotterdam (Zone 010/) en Amsterdam (Zone 020/), later ook in Utrecht (Zone 030/) en Den Haag (Zone 070/). Vanaf het begin af aan bleek het concept in Nederland niet voldoende aan te slaan en de advertentie-inkomsten vielen tegen. Daarom werden de Nederlandse magazines eind 2006 stopgezet.

### Online

#### België
- Spaargids.be
- Tweakers
- Hardware Info
- Vacature.com
- Livios.be
- 7sur7.be

#### Nederland
- VNU Media
  - Intermediair.nl
  - Nationale Vacaturebank
- Automotive and Technology
  - Computable
  - Tweakers
  - Hardware Info
  - Carsom.nl
  - Autotrack
  - Independer
  - NU.nl

### Telecom
- Jim Mobile
- Mobile Vikings (tot 2020)